# Burt Munro (film)
Pour les articles homonymes, voir Burt Munro et Munro (homonymie).
Pour plus de détails, voir Fiche technique et Distribution.
Burt Munro (The World's Fastest Indian) est un film américano-néo-zélando-nippo-suisse écrit et réalisé par Roger Donaldson, sorti en 2005.

## Synopsis
Burt Munro, un motard néo-zélandais d'Invercargill, modifie son Indian de 1920 afin de courir sur la plaine de sel de Bonneville Salt Flats à l'ouest du Grand Lac Salé en Utah (États-Unis). En 1967, âgé alors de 68 ans, il amène cette moto modifiée, de moins de 1 000 cm3, à 324 km/h, établissant un nouveau record de vitesse terrestre.

## Fiche technique

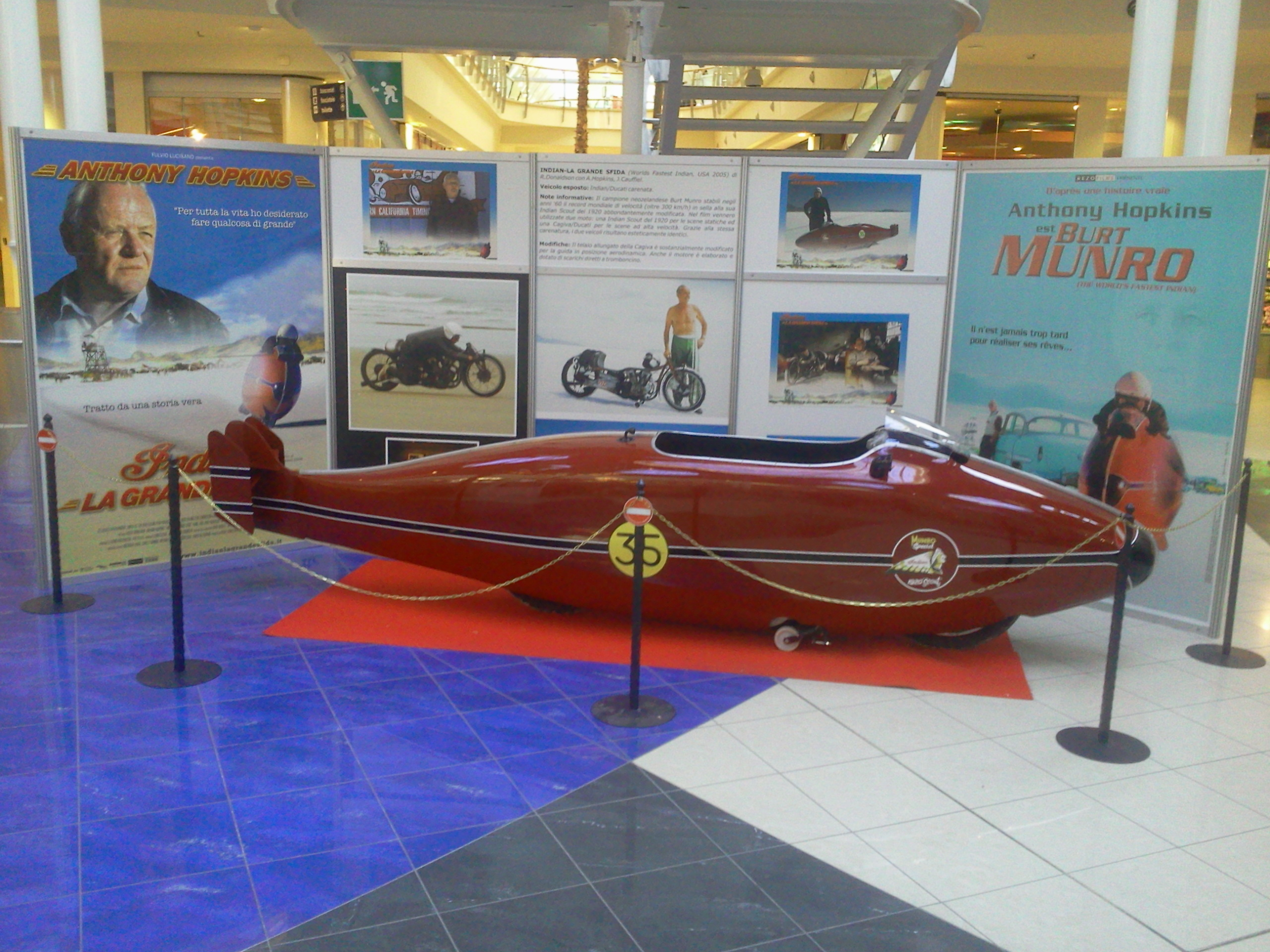
Une réplique de la moto du film

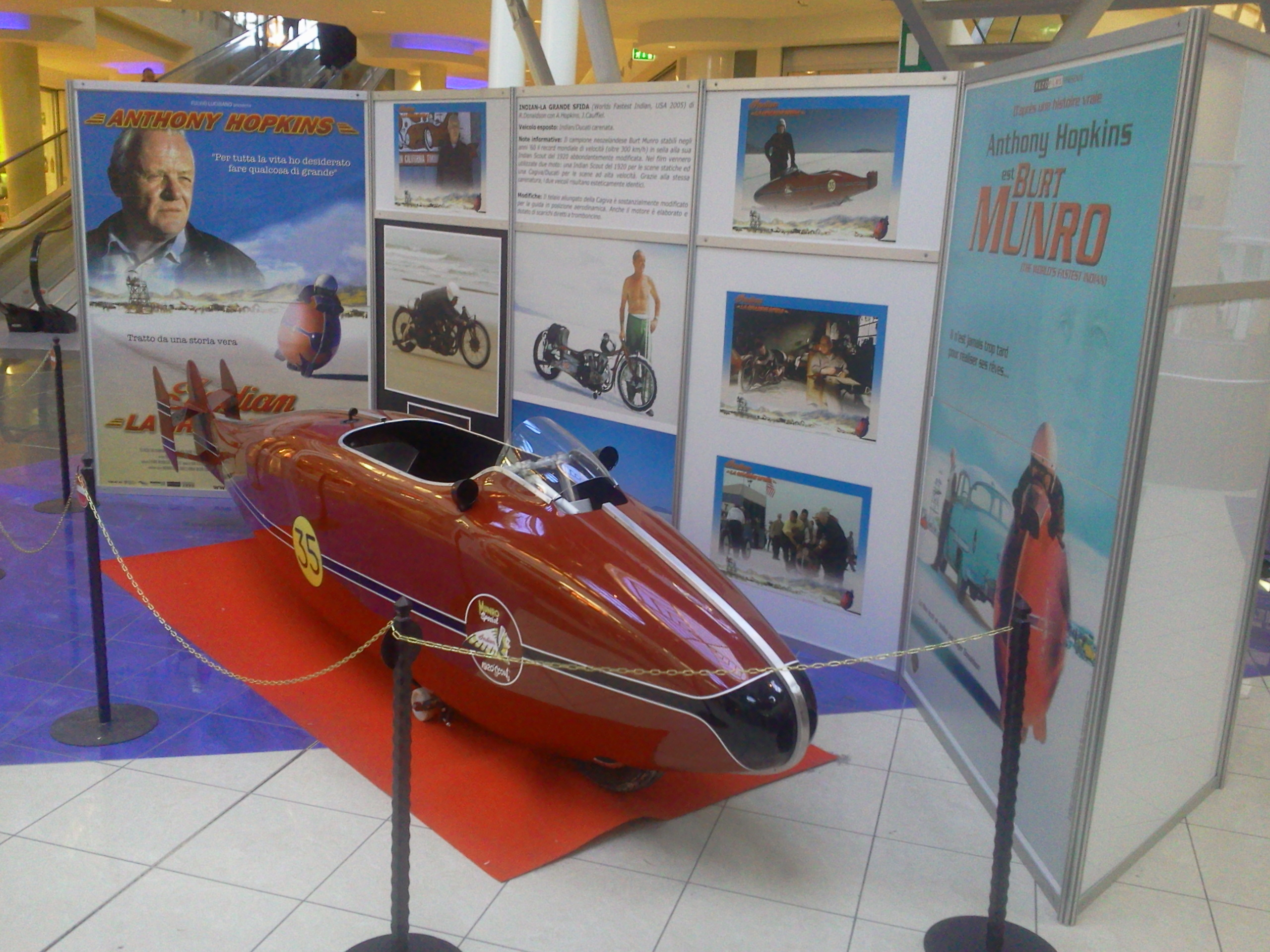
vue frontale de la moto

- Titre original : The World's Fastest Indian
- Titre québécois : Burt Munro: L'homme le plus vite au monde
- Titre français : Burt Munro
- Réalisation et scénario : Roger Donaldson
- Photographie : David Gribble
- Montage : John Gilbert
- Musique : J. Peter Robinson
- Production : Roger Donaldson
- Budget : 25 millions de dollars
- Pays d'origine :  États-Unis,  Nouvelle-Zélande,  Japon,  Suisse
- Langue originale : anglais
- Format : couleur - 35 mm - 2,35:1 - son Dolby SRD
- Genre : Drame, biopic, sport
- Durée : 127 minutes
- Dates de sortie[1] : 
  -  Canada : 23 septembre 2005 (avant-première au festival de Toronto)
  -  France : 22 octobre 2005 (première française au festival des antipodes de Saint-Tropez) ; 22 mars 2006 (sortie nationale)
  -  États-Unis : 7 décembre 2005
  -  Belgique : 10 mai 2006

## Distribution
- Anthony Hopkins (VF : Frédéric Cerdal) : Burt Munro
- Jessica Cauffiel (VF : Pascale Chemin) : Wendy
- Saginaw Grant (VF : Roger Lumont) : Jake
- Diane Ladd (VF : Marion Game) : Ada
- Christopher Lawford (VF : Jérôme Keen) : Jim
- Aaron Murphy : Tom
- Paul Rodriguez : Fernando
- Annie Whittle (VF : Christine Paris) : Fran
- Chris Williams (en) (VF : Frédéric Popovic) : Tina Washington
- Walton Goggins (VF : Yann Pichon) : Marty

Source et légende : Version française selon le carton du doublage français.